# Sázava zastávka
Sázava zastávka – przystanek kolejowy w miejscowości Sázava, w kraju środkowoczeskim, w Czechach. Znajduje się na wysokości 300 m n.p.m.
Jest zarządzany przez Správę železnic. Na przystanku nie ma możliwości zakupu biletów, a obsługa podróżnych odbywa się w pociągu.

## Linie kolejowe
- 212 Čerčany - Světlá nad Sázavou